# Restio gaudichaudianus
Restio gaudichaudianus är en gräsväxtart som beskrevs av Carl Sigismund Kunth. Restio gaudichaudianus ingår i släktet Restio och familjen Restionaceae. Inga underarter finns listade i Catalogue of Life.